# Památník míru v Hirošimě
Hirošimský památník míru zvaný také Atomový dóm či Genbaku Dome (japonsky 原爆ドーム, Genbaku dómu) je torzo budovy stojící ve městě Hirošima, Japonsko. Od roku 1996 je zapsán na Seznamu světového dědictví UNESCO.

## Historie stavby
Původní budova byla vyprojektována a postavena českým architektem Janem Letzelem, který působil v Japonsku. Byla dokončena v dubnu 1915 a pojmenována „Hirošimský prefekturní palác pro výstavy produktů“. Formální otevření pro veřejnost se konalo v srpnu téhož roku. V roce 1921 byl název změněn na „Hirošimský prefekturní palác pro hospodářské výstavy“, pak ještě roku 1933 na „Hirošimský prefekturní palác pro podporu průmyslu“.
Dne 6. srpna 1945 v 8.15 hodin místního času vybuchla nad budovou atomová bomba Little Boy (hypocentrum bylo ve výšce 580 m, epicentrum ve vzdálenosti asi 160 m). Atomový dóm byl nejbližší stavbou, která po explozi zůstala stát, i když byla značně poškozena. Dodnes je udržován ve stejném stavu, v jakém byl těsně po výbuchu. Slouží tak jako připomínka ničivosti jaderných zbraní a jako symbol naděje na světový mír bez nukleárních zbraní.

## Galerie

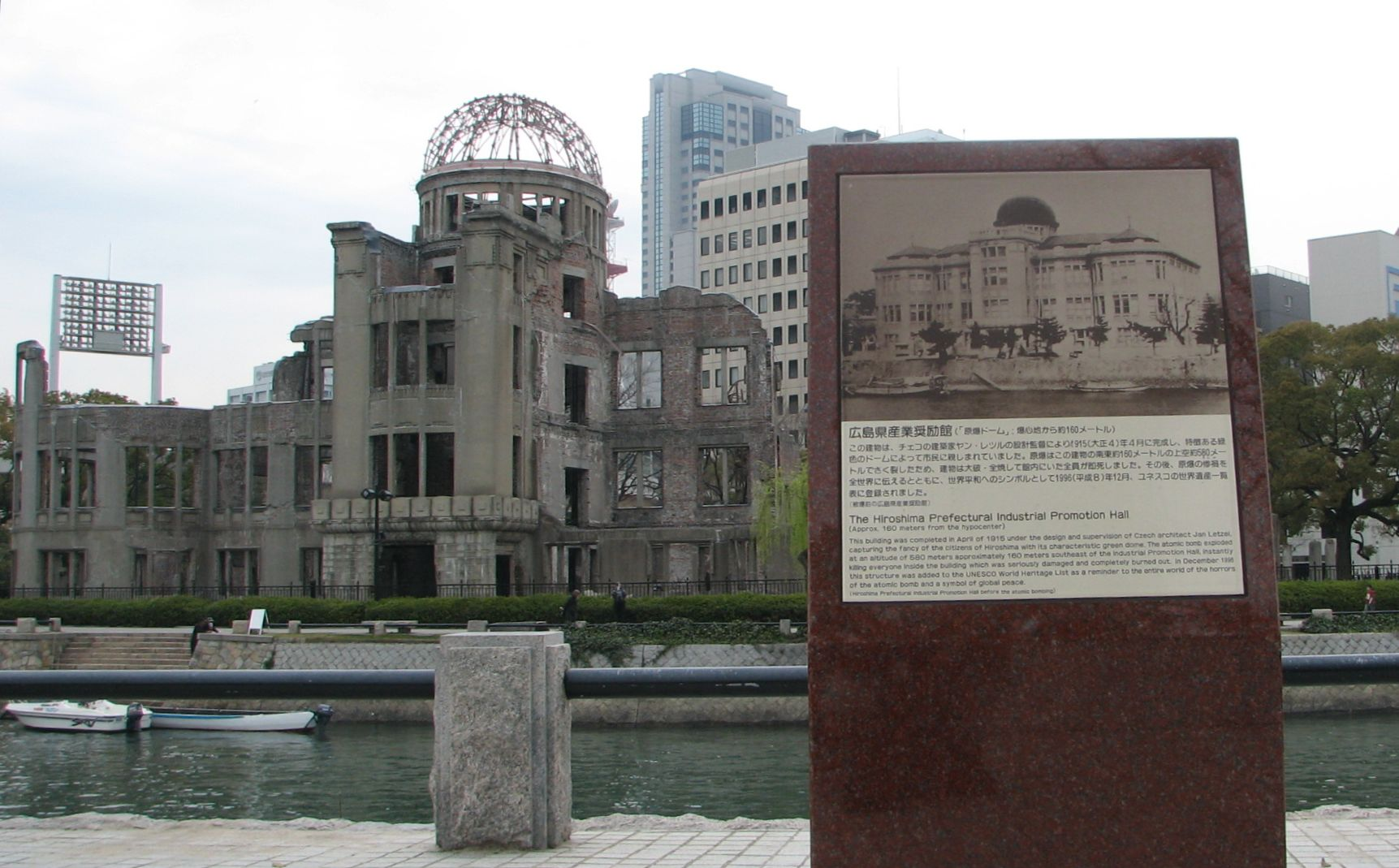
Památník míru a původní budova před poškozením
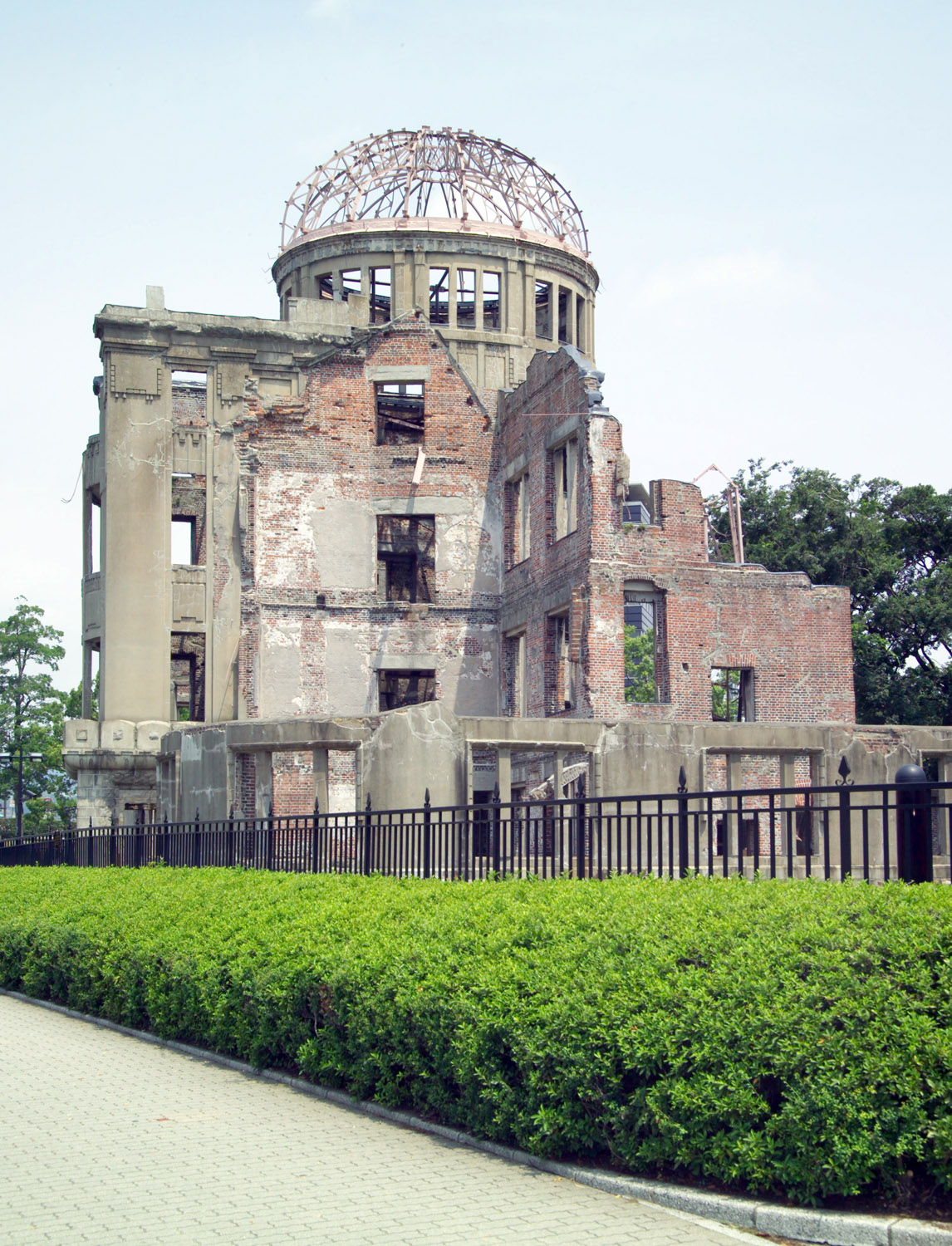
Památník míru v Hirošimě
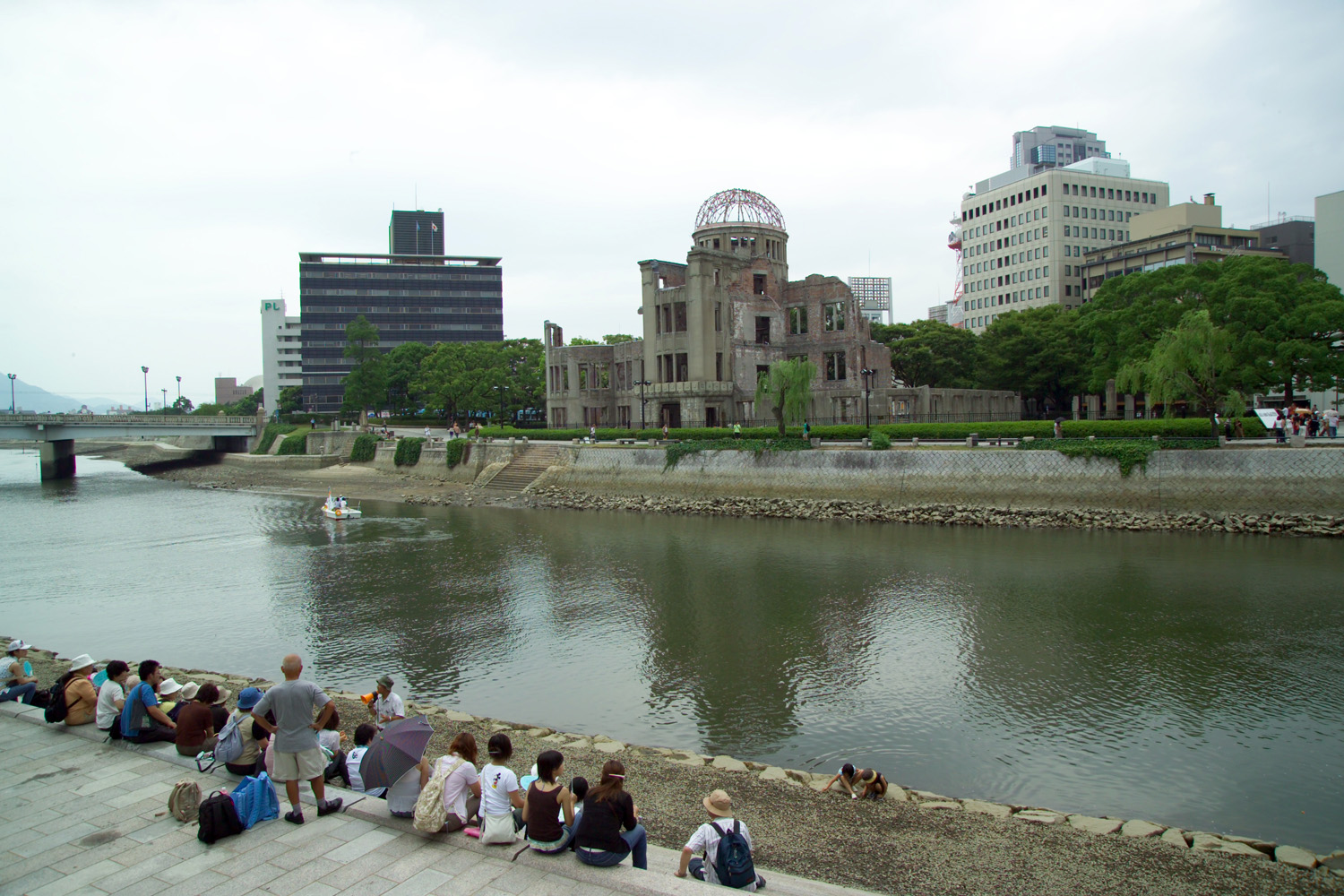
Památník míru v Hirošimě, pohled přes řeku
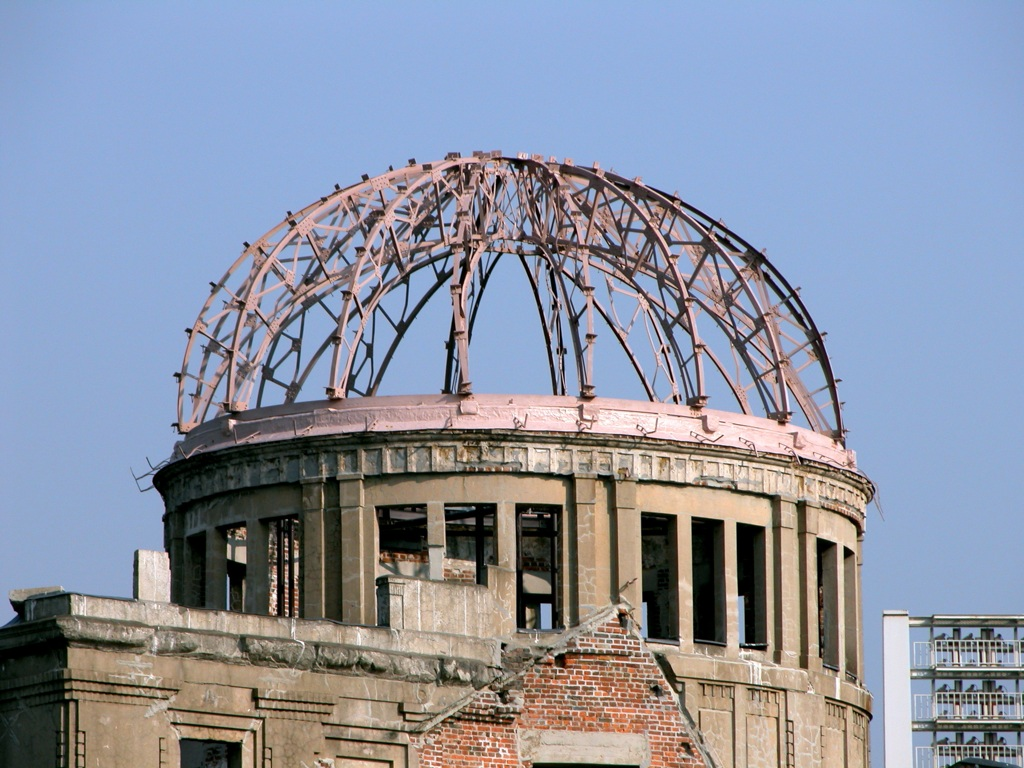
Blízký pohled na Atomový dóm
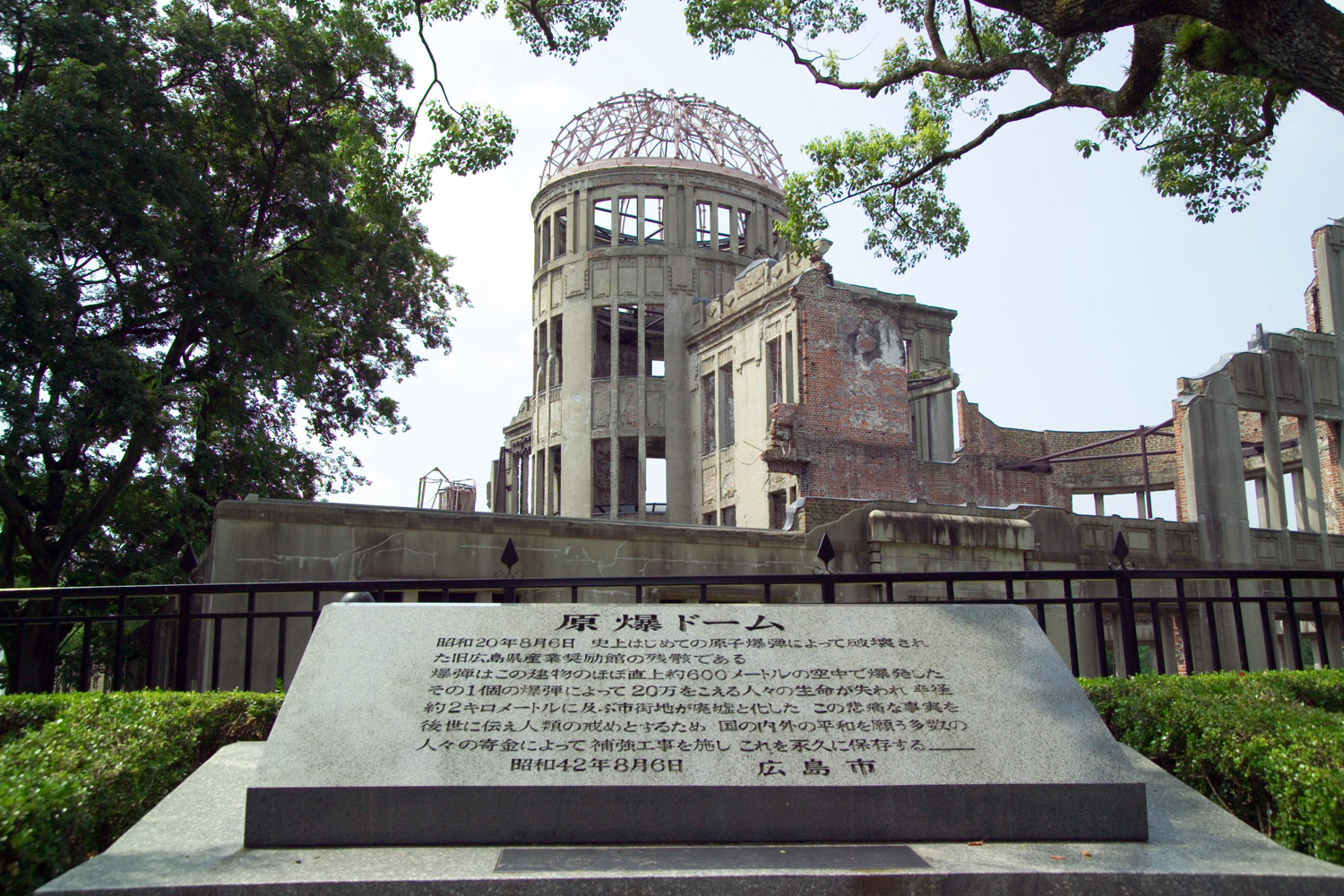
Památník míru v Hirošimě a pamětní deska
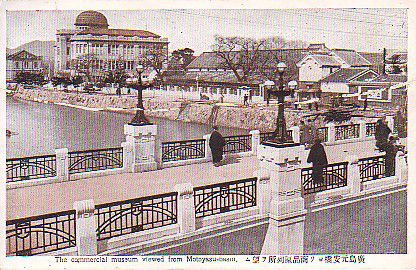
Budova na historické pohlednici z let 1921 až 1933